# ألان فيرغسون (سياسي)
ألان فيرغسون (بالإنجليزية: Alan Ferguson) هو سياسي أسترالي، ولد في 16 سبتمبر 1943 في أستراليا. حزبياً، نشط في الحزب الليبرالي الأسترالي. وقد انتخب مندوب المؤتمر الدستوري الأسترالي 1998 وقد انضم خلال فترته النيابية (2 فبراير 1998 – 13 فبراير 1998)  للكتلة البرلمانية حكومة أستراليا وانتخب عضو مجلس الشيوخ الأسترالي ‏ عن دائرة جنوب أستراليا ‏ (26 مايو 1992 – 30 يونيو 2011) وانتخب President of the Senate (Australia) ‏ (14 أغسطس 2007 – 25 أغسطس 2008).